# Terratrèmol de Myanmar de 2025
El terratrèmol de Myanmar de 2025 tingué lloc el 25 de març a les 12:50:54 MMT (06:20:54 UTC), un terratrèmol de Mw 7,7 va impactar la divisió de Sagaing de Myanmar, amb epicentre prop de Mandalay, la segona ciutat més gran del país. El xoc de fallada per lliscament va aconseguir una intensitat màxima a l'escala de Mercalli de IX (violent). Va ser el terratrèmol més poderós en colpejar Myanmar des del terratrèmol de Myanmar de 2012, i el segon més mortífer de la història moderna de Myanmar, només superat per les estimacions superiors del terratrèmol de Bago de 1930. El terratrèmol va causar danys importants a Myanmar i a la veïna Tailàndia. Centenars de cases també van resultar danyades a la província de Yunnan, Xina.
El terratrèmol ha provocat més de 5.350 morts a Myanmar i 36 a Tailàndia. Més de 3.400 persones van resultar ferides. Centenars més es van informar desapareguts, inclòs en un edifici en construcció esfondrat a Bangkok, que, a causa de la seva geologia poc profunda, és més vulnerable a les ones sísmiques de lluny, i augmenta la susceptibilitat de la ciutat als impactes relacionats amb el terratrèmol.
Les autoritats tant de Myanmar com de Tailàndia van declarar l'emergència i esperen que augmenti el nombre de morts. Segons fonts de l'Organització de les Nacions Unides, uns 20 milions de persones van ser afectades pel terratrèmol. La Guerra civil de Myanmar en curs ha agreujat la dificultat de l'ajuda en cas de desastre i l'exposició de la informació.